# Parteshi, Kosovo
Parteshi (serbiska: Opština Parteš, Општина Партеш, albanska: Partesh, serbiska: Parteš, Партеш) är en kommun i Kosovo. Den ligger i den östra delen av landet, 40 km sydost om huvudstaden Priština. Antalet invånare är 478. Arean är 29,0 kvadratkilometer.
Terrängen i Komuna e Parteshit är platt åt nordväst, men åt sydost är den kuperad.